# فقط زمان
«فقط زمان» (به انگلیسی: Only Time) ترانه‌ای از خواننده/ترانه‌سرای ایرلندی انیا است. این قطعه در ۱۳ نوامبر سال ۲۰۰۰ به‌عنوان تک‌آهنگ اصلی آلبوم یک روز بدون باران منتشر شد. «فقط زمان» در زمان انتشارش در کانادا، آلمان، لهستان و سوئیس شماره ۱ جدول‌های فروش بود.
در سال ۲۰۰۱ و پس از حملات ۱۱ سپتامبر، این قطعه به‌خاطر شعر دلداری‌دهنده و ملودی آرامش بَخشَش، مورد استفاده گستردهٔ رسانه‌های آمریکایی برای پوشش آن واقعه قرار گرفت و به «سرودی برای امید دوباره» در آمریکا تبدیل شد. «فقط زمان» در آمریکا تا ردهٔ دهم جدول ۱۰۰ آهنگ داغ بیلبورد صعود کرد و تنها اثر انیا است که در جمع ۱۰ ترانهٔ پرفروش ایالات متحده جایی داشته‌است.

## موقعیت در چارت‌های موسیقی
| چارت (۲۰۰–۲۰۰۳)                                 | بالاترین جایگاه |
| ----------------------------------------------- | --------------- |
| استرالیا (ای‌آرآی‌ای)                             | ۶۹              |
| اتریش (او۳ تاپ ۴۰ اتریش)                        | ۲               |
| بلژیک (اولتراتیپ والونی)                        | ۱۱              |
| کانادا (نیلسن ساونداسکن)                        | ۱               |
| اروپا (یوروچارت هات ۱۰۰)                        | ۵               |
| فرانسه (اس‌ان‌ئی‌پی)                               | ۴۸              |
| آلمان (جدول‌های رسمی آلمان)                      | ۱               |
| ایتالیا (فیمی)                                  | ۱۷              |
| هلند (۱۰۰ تک‌آهنگ برتر)                          | ۴۴              |
| لهستان (Nielsen Music Control)                  | ۱               |
| اسکاتلند (اوسی‌سی)                               | ۳۸              |
| سوئد (فهرست برترین‌های سوئد)                     | ۲۸              |
| سوئیس (شوایزر هیت‌پاراد)                         | ۱               |
| تک‌آهنگ‌های بریتانیا (اوسی‌سی)                     | ۳۲              |
| بیلبورد هات ۱۰۰ ایالات متحده                    | ۱۰              |
| بزرگسالان معاصر ایالات متحده (بیلبورد)          | ۱               |
| ۴۰ تک‌آهنگ برتر بزرگسالان ایالات متحده (بیلبورد) | ۱               |
| ۴۰ آهنگ برتر جریان اصلی ایالات متحده (بیلبورد)  | ۱۱              |

| چارت (۲۰۱۰)                                            | بالاترین جایگاه |
| ------------------------------------------------------ | --------------- |
| برترین ترانه‌های دیجیتال نیو ایج ایالات متحده (بیلبورد) | ۱               |

| چارت (۲۰۱۳)                  | بالاترین جایگاه |
| ---------------------------- | --------------- |
| فرانسه (اس‌ان‌ئی‌پی)            | ۹۲              |
| مجارستان (۴۰ تک‌آهنگ برتر)    | ۱۰              |
| ایرلند (IRMA)                | ۵۸              |
| بیلبورد هات ۱۰۰ ایالات متحده | ۴۳              |

| چارت (۲۰۰۱)                            | جایگاه |
| -------------------------------------- | ------ |
| اتریش (او۳ تاپ ۴۰ اتریش)               | ۹      |
| کانادا (نیلسن ساونداسکن)               | ۲۵     |
| کانادا (نیلسن بی‌دی‌اس)                  | ۹      |
| اروپا (یوروچارت هات ۱۰۰)               | ۵۰     |
| آلمان (جدول‌های رسمی آلمان)             | ۲      |
| سوئیس (شوایزر هیت‌پاراد)                | ۸      |
| بیلبورد هات ۱۰۰ ایالات متحده           | ۵۹     |
| بزرگسالان معاصر ایالات متحده (بیلبورد) | ۶      |

| چارت (۲۰۰۲)                            | جایگاه |
| -------------------------------------- | ------ |
| کانادا (نیلسن ساونداسکن)               | ۲۱     |
| کانادا (نیلسن بی‌دی‌اس)                  | ۳۹     |
| سوئیس (شوایزر هیت‌پاراد)                | ۹۷     |
| بزرگسالان معاصر ایالات متحده (بیلبورد) | ۹      |

| چارت (۲۰۰۰–۲۰۰۹)           | چارت |
| -------------------------- | ---- |
| آلمان (جدول‌های رسمی آلمان) | ۹۹   |

## گواهی‌های فروش
| منطقه | گواهی   | واحد گواهی‌شده/فروش |
| --- | ------- | ------------------ |
| اتریش (فونوگرافی اتریش)                                                                                        | Gold    | ۲۵٬۰۰۰*            |
| دانمارک (آی‌اف‌پی‌آی)                                                                                             | Gold    | ۴۵٬۰۰۰             |
| آلمان (بی‌وی‌ام‌آی)                                                                                               | ۳× Gold | ۷۵۰٬۰۰۰^           |
| ایتالیا (اف‌آی‌ام‌آی) sales since 2009                                                                            | Gold    | ۲۵٬۰۰۰             |
| سوئیس (آی‌اف‌پی‌آی سوئیس)                                                                                         | Gold    | ۲۵٬۰۰۰^            |
| بریتانیا (بی‌پی‌آی)                                                                                              | Silver  | ۲۰۰٬۰۰۰            |
| * رقم فروش تنها بر پایهٔ گواهی‌ها. · ^ رقم توزیع تنها بر پایهٔ گواهی‌ها. · رقم فروش+پخش جاری تنها بر پایهٔ گواهی‌ها. |         |                    |